# Microchilus nugax
Microchilus nugax är en orkidéart som beskrevs av Paul Ormerod. Microchilus nugax ingår i släktet Microchilus och familjen orkidéer. Inga underarter finns listade i Catalogue of Life.